# Diocesi di Meloe di Isauria
La diocesi di Meloe di Isauria (in latino Dioecesis Meloensis in Isauria) è una sede soppressa del patriarcato di Antiochia e una sede titolare della Chiesa cattolica.

## Storia
Meloe di Isauria, forse identificabile con Agaliman (Melstepe ?) nell'odierna Turchia, è un'antica sede episcopale della provincia romana di Isauria nella diocesi civile d'Oriente. Faceva parte del patriarcato di Antiochia ed era suffraganea dell'arcidiocesi di Seleucia.
Di questa sede, sconosciuta all'Oriens christianus di Michel Le Quien, sono noti tre vescovi: Musonio, destinatario di una lettera del patriarca Severo di Antiochia (512-538); Pietro, vescovo monofisita, espulso dalla sua sede nel 518 per ordine dell'imperatore Giustino I; e Niceforo, documentato da un sigillo datato tra X e XI secolo.
La diocesi è documentata nell'unica Notitia episcopatuum nota del patriarcato di Antiochia e datata alla seconda metà del VI secolo. Per un certo periodo, dopo l'occupazione araba di Antiochia, l'Isauria fu annessa al patriarcato di Costantinopoli; la diocesi appare nelle Notitiae di questo patriarcato nel IX e X secolo.
Dal 1933 Meloe di Isauria è annoverata tra le sedi vescovili titolari della Chiesa cattolica; la sede è vacante dal 26 settembre 1964.

## Cronotassi

### Vescovi greci
- Musonio † (all'epoca di Severo di Antiochia - 512-538)
  - Pietro † (? - 518 espulso) (vescovo monofisita)
- Niceforo † (X/XI secolo)

### Vescovi titolari
- Beato Władysław Goral † (10 agosto 1938 - febbraio o aprile 1945 deceduto)
- Paulus Rusch † (9 dicembre 1947 - 26 settembre 1964 nominato vescovo di Innsbruck-Feldkirch)